# 無能力者娜娜
《無能力者娜娜》是由Looseboy原作、古屋庵作畫的奇幻懸疑類型日本漫畫。於《月刊少年GANGAN》2016年6月號開始連載。改編電視動畫由2020年10月4日至12月27日播映，共13集。

## 故事

### 背景設定
故事在開端描述有一群超能力者一直在某孤島的特殊學校中接受訓練，以迎接未來的災厄——「人類之敵」。這些超能力者的能力各有不同，例如控制火焰、時空轉移、預知未來等等。然而，故事接着會揭露這只是政府的陰謀——所謂「人類之敵」並不存在，而且超能力者毫不知情。西元19XX年，世界上開始出現具有超能力的人類，仗著特殊能力為非作歹，導致社會制度崩解。這些人被視為「人類之敵」。歷經五年戰爭，無能力者取得勝利。因此，在百年之後，政府才會宣稱要培訓他們與所謂「人類之敵」戰鬥，以便合理地孤立超能力者。政府安排了沒有超能力的柊娜娜混入其中，來屠殺超能力者，以免無能力者再度受超能力者支配。

### 劇情大綱
柊娜娜進入學校後，宣稱自己具有讀心能力，實際上她只是透過冷讀法和演繹推理判斷情況，藉此殺死可將其它超能力無效化的中島，以及其它超能力者。她還刻意讓自己受傷，並引導其他人認為這是「人類之敵」造成，順利讓自己被推舉為班長。雖然娜娜在島上順利執行任務，但其舉動漸漸遭到同為轉學生的小野寺懷疑。小野寺具有不老不死的能力。娜娜在無法殺死他的情況下，一面要阻止他繼續追查真相，一面要殺死其它超能力者。然而，娜娜獲同學之一的犬飼滿真情相待，得以走出了雙親被殺的童年陰影。她不但與犬飼萌生友情，還開始懷疑起自己的任務。
娜娜在島上遇見並非學生的橘慎。橘具有變身成他人並使用其超能力的能力。他與其他超能力者在五年前被送到島上後自相殘殺，橘慎是該次戰事中唯一的生還者。他變身成動物暗中觀察，因此對娜娜的所作所為瞭若指掌，並打算在得知她的動機後殺死她，為學弟妹復仇。島上開始出現其它殺人者，在追查過程中，犬飼為救娜娜而殞命，讓娜娜情緒低落。娜娜的長官鶴岡辰巳來到島上，利用犬飼的死迅速整頓心志散亂的學生，讓娜娜重新振作，再派出自己的學生真壁萌監視娜娜，之後便離開小島。橘調查鶴岡後推斷出娜娜的動機。娜娜因犬飼的死，決定順從自己的真心，追查真正的敵人。
眾人離開小島回到本土，鶴岡持續命令娜娜殺人。娜娜則提出交換條件，要鶴岡說出真相。鶴岡暗示自己便是娜娜雙親的兇手，讓娜娜背叛鶴岡。鶴岡找到實際上並未身亡的中島來接替娜娜的工作。中島的能力變得更強，可消除他人的認知能力，也能消除情緒進而控制人心。

## 登場角色

### 主要人物
柊娜娜（聲：大久保瑠美）
本作主角。為政府派來暗殺超能力者的殺手，是沒有任何超能力的無能力者，不過懂得冷讀法及心理學技能，得以謊稱自己是具有心靈透視超能力的超能力者。
由於小時候雙親疑似被超能力者殺死，於是非常仇恨超能力者。雖然平時表現的和藹可親，實際上卻殺人不手軟。利用自己做為班上領導的身分取得同學的信任，暗地裡探查每個人能力的特性與弱點，再利用計謀暗算他們。
因為小時候的經歷與委員會的教育，相信能力者是不容於人類社會的人類之敵，即便在實際相處後漸漸覺得能力者也於一般人無異，也還是會以委員會的所制定的能力者殺人預測數來說服自己。但在經過無形之刃殺人事件後被犬飼滿感化，開始質疑政府高層殺害超能力者的政策是否合理，也不願再下手殺人。在得知長官鶴岡辰巳有意招攬橘慎作為手下時更是震驚，因為這明顯背離政府的宗旨。在學校撤回本島時，要求鶴岡坦然真相，反而被下達一周內再殺死一個人做為交換條件，否則自己也要沒命。
小時喜歡博奕類的遊戲，由於常常沉迷於其中而忘了收拾，常常被父母訓斥。雙親死亡時被警方斷定犯人是由她忘記關上的房間窗戶進入，導致娜娜將父母的死亡怪罪於自己，鶴岡便是利用這份罪惡感來控制娜娜，將其打造成服從命令的棋子。但小滿的善良救贖了她的心，讓娜娜擺脫了鶴岡的思想控制。
不願再受委員會擺布的娜娜既不想殺人，也不願坐以待斃。面對同學三島小春的懷疑與逼迫，娜娜計畫製造出一個讓小春有理由逃跑失蹤的狀況，假裝將其殺害，實則交付給橘藏匿，想藉此應付鶴岡的條件。但在萌的聯絡下，鶴岡的親自到來破壞了計畫，小春受到致命傷，娜娜則為不讓萌殺人而自己動手給予最後一擊。在被迫殺死小春後，鶴岡說出真相，娜娜與小春的父親曾一同計畫要公布能力者與人類之敵的真相，結果被委員會給肅清，娜娜雙親的慘死是他故意為之，目的是要讓娜娜心靈破碎，好方便培養成好用的棋子。娜娜知道自己不僅只是殺害無辜之人的工具，甚至還被仇人擺佈後幾乎崩潰，差點舉槍自殺，幸好橘及時趕到，並讓鶴岡知難而退。
據娜娜對橘慎坦白中，除了雙親之外似乎還有一位「有年齡差距的哥哥」，因為哥哥很早就離家，所以不確定其存在。
中島七雄（聲：下野紘）
為「能力無效化」的能力者，可以無效其他超能力者的超能力。個性溫和善良，經常被飯島找麻煩。為能得到父親認可而決定成為班上的領袖，但卻遭到同學們的嘲笑。後被娜娜推下懸崖，但被鶴岡辰巳所救，在學院從孤島轉移到大城市後回歸，能力提升到能將人的理智與良知視為異能，藉此將之無效，亦能無效化自身在他人眼中的存在。
他在鶴岡的刻意安排下意外殺死父親，因而崩潰發瘋，成為鶴岡用來替代娜娜的殺手，開始使用超能力教唆超能力者殺人，變成了名副其實的人類之敵。
小野寺恭也（聲：中村悠一）
具有偵探性格的神秘轉學生。為「不老不死」的超能力者。身體具有非常強大的自癒能力，即使受到致命傷也能瞬間恢復，因此成為了娜娜幾乎不能殺死的存在；但是如此強大的能力卻有一個不為人知的反效果。在被風子看到房間內大量疑似為日記本的書之後，向其說明了他能力的代價為只能保留兩年內的記憶，為此天天寫日記。
為了找到失蹤的妹妹才來到學院就讀。在氣爆事故後就懷疑娜娜為學生中潛藏的連續殺人魔，但苦於證據不足，無法說服其他人相信。具有很好的推理能力，但是缺乏發展人際關係的技巧，因為人際關係被有心理學技能的娜娜破壞掉，結果說出來的正確推理反倒幾乎無人相信。
認為娜娜是殺人事件的元凶，但因為無法確認她的動機而難以百分百確定，也找不到能證明的證據，只能不斷的戒備她。而即便有這樣的認知，也不會有先入為主的觀念，會公正的考慮其它可能。在犬飼過世後發覺娜娜的心理變化，開始認為她也有難言之隱，對娜娜說出即便她真的是兇手，但若有理由的話願意先聽聽她的說詞。
犬飼美智留（聲：中原麻衣）
暱稱小滿，為「治癒」的超能力者，金发少女，能藉由舔傷口的動作將之治癒，但必须要有伤口，對疾病沒有效果，而且會消耗她自己的生命力，使用過多會威脅到能力者本身的生命。她的個性天真無邪、溫柔善良，称呼别人习惯用「しゃん」而不是「さん」，喜愛使用超能力治療人，即便是娜娜也會覺得療癒，因此也成为了娜娜的第一个真心朋友。非常信任娜娜，儘管發現了她殺人的證據，但仍然選擇相信而將證據交給對方。
後來為了救助被靈魂出竅能力者刺傷而瀕死的娜娜，過度使用能力而犧牲自己的生命。
橘慎（聲：遊佐浩二）
為「變身」的超能力者，娜娜等人的學長，是五年前超能力者內亂的倖存者。在故事初期就變身成動物並暗中觀察一切，希望能夠了解娜娜以及政府上層所隱瞞的真相。由於自己的雙手也沾滿血腥，自覺沒有資格對娜娜的殺人行為指手畫腳，所以不會直接阻止。
如果是變身成超能力者，那就能使用那個人的超能力。能力缺點是受到他人視線觀測的情況下不能進行變身，也不能變身成沒有能力的普通人或已死的能力者。而且使用能力者的能力時，也需要承受與本尊一樣的限制或副作用。平時展現的人形狀態為穿著條紋西裝戴著眼鏡的藍髮青年；但後來故意讓娜娜推論出人形的樣貌源自一位念能力者。
真實身分是恭也的妹妹小野寺凜。自小體弱多病，害怕自己拖累了哥哥，為了不讓他在自己死去時感到悲傷，偷偷竄改恭也的日記，使恭也在兩年後忘記自己，並離家出走。之後在流浪的過程中覺醒了能力，被政府發現並送到島上，認識了橘慎本人。
鶴岡（聲：藤原啓治）
委員會成員，娜娜的直屬上司。
看似照顧下屬的好上司，實際上卻是個擅長操作心理的冷酷之人。利用娜娜對雙親死亡的罪惡感，將她培育成對超能力者毫不留情的殺手。在娜娜動搖時也常用話術安撫，拖慢她察覺真相的時間。後來甚至利用娜娜已殺人的事實，告訴她若脫離了軍隊，就會從服從令命的士兵變回一般的殺人犯，獨自背負殺人的罪業，以心理壓力讓娜娜不敢背叛委員會。直到小春事件後，他遵守約定告訴娜娜真相，宣稱自己才是殺害在娜娜雙親的兇手，兩人才正式決裂。在娜娜企圖要向倖存的學生們公開一切的真相時，唆使中島引發事故，再嫁禍給娜娜，企圖將她逮捕。
表面上遵照政府殺害超能力者，但私底下卻又企圖拉攏身為超能力者的橘慎，又與在野黨的政治人物來往，似乎另有所圖。
與萌的養母真壁辛代是認識多年的舊交，希望她直到過世前都相信自己是個好人，所以對萌的投靠娜娜的事睜一隻眼閉一隻眼。
真壁萌
性格活潑過動的少女，實際身分為政府派來暗殺超能力者的殺手，娜娜的助手與後輩。擅長使用鋼琴線絞殺敵人，不具有超能力，但善於現代瑜伽，因而得以謊稱自己是軟體化的超能力者。很喜歡自己的奶奶，也就她的養母真壁辛代，會當殺手也因為認為這樣能讓奶奶開心。但實際上辛代並不知道萌的真實工作，是鶴岡利用萌天真的性格與對奶奶的依賴來加以操縱。

### 同學
飯島茂具男（聲：中島卓也）
為「火焰使者」的超能力者，能夠製造巨大的火球，自稱火焰的貴公子。胖胖的平頭少年，雖個性較火爆好鬥，但在危機場合中仍很有大哥的氣勢。經常與能力為冰的郡鬥嘴。興趣是在自己房間裡面辦「說教大會」，經常找小弟三人組來聽自己的理念演講。後得知在原本的學校時因一次自己小弟造成的小失火事件，雖已遭校方懷疑為嫌犯，但為了庇護自己的小弟而坦承犯行被送來島上。
郡聖也（聲：手塚弘道）
為「冰使者」的超能力者，能夠將無機物凍結，即使是五米深的池塘也能瞬間凍結，但是能力無法直接對生物使用。有著水藍色飄逸長髮的少年，舉止言談瀟灑，個性自戀。與能力為火焰使者的飯島不合，不過在女學生中很受歡迎；後期經常被小野寺以「帥哥」為代稱稱呼。
澀澤悠平（聲：增田俊樹）
為「時間遡行」的超能力者，能回到過去，透過改變過去的事物來產生時間停止的幻覺，最多能回到一天前的時間點；但使用能力後會消耗自身大量體力，回朔的時間點越早消耗的體力越大，並且不能被過去時間點的任何人發現，否則會自動被彈出。有著極強烈的正義感，希望用自己的能力改善世界，對於他人舉止有著相當嚴格的看法，例如不喜歡他人的飯碗中留下剩飯，對這類行為的反應會態度強硬到近乎偏執。被娜娜欺騙，掉進過去的學校水池，因為水池先前被郡的能力凍結，因無法浮出水面而溺死。
葉多平常吉（聲：田丸篤志）
為「未來預知」的超能力者，透過念寫的方式將未來會發生的事情用拍立得相機拍下來，拍下來的影像必定100%實現。缺點是不能自己控制將會發生的事情，一天也僅能拍攝五張照片。不良少年，曾经努力认真，但发现自己不管怎么努力都改变不了未来，因此有著非常消極的人生觀。拿著自己會被娜娜殺死的照片，威脅娜娜當他的女朋友，不然就把自己將會被娜娜殺死的照片曝光，並在幾天後真的被娜娜殺死。藏在自己身上的娜娜殺人照片後來被犬飼發現。
風間真司（聲：二之宮愛子）
有著陰暗氣息的少年，自稱為屍體操作的超能力者，但實際上是「怪力」的超能力者。雖然具有能一拳打爆牆壁的巨大力量，但因受限於佐佐木的超能力，實際上能活動的時間僅限於晚上。過去為了救助被火災燒死的人們而死，死後屍體被佐佐木控制，並被當成佐佐木的男朋友。因為屍體沒有意識，說的話完全是佐佐木所想的話，所以故事中的風間可以視為佐佐木的另一個人格。因為佐佐木被殺，屍體完全爛掉，之後被飯島燒毀。
佐佐木優香（聲：富田美憂）
表面上是陽光少女，但實際上是真正的死靈法師。自稱是怪力的超能力者，但實際上是「屍體操作」的超能力者，只要擁有該屍體生前所有過的物品就能夠操控那個屍體，如果屍體是超能力者那就能夠使用該能力，缺點是無法在白天使用能力。加上因為對動物過敏，因此在森林中也很難使用超能力。具有非常扭曲的性格，因此即使風間本人的屍體已沒有意識，自己也硬是幻想出一個人格來假裝風間還活著。最後因為自己並非被風間本人愛著的事實被揭穿而崩潰，被娜娜毒死後屍體丟到懸崖下面被海水沖走。
羽生綺羅（聲：堤雪菜）
黑辣妹，為「毒」的超能力者，能夠製造毒液，缺點是必須定時食用毒蛇、毒青蛙等以補充毒液。喜歡跟高梨一起欺負犬飼。在森林中補充毒液的時候撞見娜娜並被其殺害，死後屍體被藏在佐佐木製造的殭屍堆中，並被飯島燒毀。
高梨熏（聲：小坂井祐莉繪）
太妹，為「瞬間移動」的超能力者，能夠瞬間從島的一邊移動到另一邊。喜歡跟羽生一起欺負犬飼。因為自己隱形眼鏡的保存液被娜娜換成毒液，因而被毒死，死因被娜娜嫁禍給羽生。
石井龍二（聲：大野智敬）
講著關西腔的城市少年。為「縮小化」的超能力者，可以把自己的身體縮得非常小，最小可以到人體毛孔的大小。為空野風子的男朋友，在班里比郡聖也还要受欢迎。被發現死在自己的房間中，死因是脖子被小刀割斷。
空野風子（聲：鎌倉有那）
綁著馬尾、瞇瞇眼的高挑女學生，為「大氣操控」的超能力者，能夠把空氣壓縮並像刀子一樣發射出去，但是這個能力如果在通風不順的地方就難以使用。為石井龍二的女朋友。石井謀殺案的最大嫌疑人，後再證明清白後成為小野寺的助手。似乎是目前唯一知曉小野寺能力的代價是什麼的人。
小堺翔一（聲：大塚剛央）
黑髮的鬈髮少年，飯島茂具男的小弟之一，為「磁石化」的超能力者，可以把自己身體變成磁鐵，但似乎還無法做到遠距吸引或相斥鐵製物品的技術，缺點是發動後至少要等一個小時才能解除磁力化。班級撤回本土後在與三島小村的聚餐結束後嘗試表演使用能力讓鬧鐘浮起，但最後以失敗冷場告終。
齋藤奏太（聲：井上雄貴）
飯島茂具男的小弟之一，為「聲帶模擬」的超能力者，能夠完美的模仿一個人的聲音，但必須重復一次同一個句子，才能讓能力失效。
鶴見川蓮太郎（聲：山谷祥生）
飯島茂具男的小弟之一，為「靈魂出竅」的超能力者，可以讓自己的靈魂脫離身體，也可以在只有靈魂的情況下移動身體，缺點是使用能力會精神緊張並導致腹瀉，因此必須常常待在廁所之中。為殺死石井並刺傷娜娜的真正兇手，有著玷汙美麗事物的扭曲興趣，一開始是試著透過殺害小動物來得到滿足，後來在一次機會下動手刺殺了石井。石井死後盯上了犬飼，將試著保護犬飼的娜娜重傷，後本體被小野寺等人抓到並暴打一頓，之後逃進森林中被橘殺死。
大地光
留著和尚頭的少年，為「重力操作」的超能力者，可以操作碰觸到的物體的重力，限制是只能在月亮處於地平線上時才能使用。平時獨自一人居住在山中的小屋。
平時雖然和善，但實際上內心有著不為人知的黑暗。曾認識個感情很好、時常一起玩耍的小女孩，卻在一次玩耍的過程中意外喪生，他害怕唯一在場的自己被人責罵，選擇用能力將小女孩的屍體浮上天空來隱藏此事，然而即便知道自己的行為違背道德良知，他卻仍對那副人體飄向空中的景象深深迷戀。事後心知自己的思維已經違背常人，出於罪惡感才選擇離群索居。
被萌選為暗殺對象，卻因萌弄錯能力發動條件而制服成功，正想動手時被娜娜阻止，內心的真面目也被曝露。光本想殺人滅口，卻被娜娜看破能力限制而敗北。娜娜因不想再殺人而放他一馬，並威脅他不能曝光自己的秘密。事件結束後雖然也知道娜娜是殺人犯的真相，但因為自己的把柄也被對方掌握而無法公布，一直對娜娜懷有恐懼，但被歸來的中島消除了恐懼心，並被慫恿公開娜娜是殺人犯的事實，後被消除理智的清美設計殺害。
三島小春
為「幻象」的超能力者，有著說話時常將手放在下巴下方的習慣，自認可以跟自己的雙胞胎姊妹利用心電感應溝通。因為自覺能力弱小，所以才保持低調的生活。擁有不為人知的出色判斷力與行動力。實際上真正的能力是創造出讓旁人信以為真的幻覺，所謂的雙胞胎姊妹實際上是因為自己過於寂寞，由己身能力所創造出來的幻覺，連她自己都不知情。察覺娜娜的嫌疑後獨自展開行動，在與娜娜互相鬥智後和解，但途中遭鶴岡暗算射傷，娜娜為了不讓萌動手殺人而在無可奈何的狀況下給予最後一擊。
前園幸子
短髮少女，為「瞬間移動」的超能力者，而且移動的距離比高梨熏更遠，可以藉助照片以飛往很遠的地方。與大地光、清美三人為同一時期入學，互為友人。
清水清美
戴眼鏡的靦腆少女，為「蜘蛛絲」的超能力者，可以從口中吐出具有黏性的絲線，但本人覺得太過粗俗而不喜歡這個能力。因娜娜向被同學欺負的犬飼滿伸出援手，暗暗憧憬著她。與大地光、前園幸子三人為同一時期入學，互為友人。被中島七雄消除理智後，對大地光公開宣稱娜娜是殺人犯的行為視為對娜娜的汙衊，進而產生無法控制的殺意，於是動手殺害了他。
相馬大輔

西條武雄

## 出版書籍
| 卷數 | 史克威爾艾尼克斯 | 史克威爾艾尼克斯       | 台灣角川       | 台灣角川               |
| 卷數 | 發售日期         | ISBN                   | 發售日期       | ISBN                   |
| ---- | ---------------- | ---------------------- | -------------- | ---------------------- |
| 1    | 2017年2月22日    | ISBN 978-4-7575-5153-4 | 2020年8月26日  | ISBN 978-986-52-4001-1 |
| 2    | 2017年5月22日    | ISBN 978-4-7575-5345-3 | 2020年9月24日  | ISBN 978-986-52-4002-8 |
| 3    | 2018年1月22日    | ISBN 978-4-7575-5586-0 | 2020年11月26日 | ISBN 978-986-52-4088-2 |
| 4    | 2018年10月22日   | ISBN 978-4-7575-5873-1 | 2021年1月25日  | ISBN 978-986-52-4180-3 |
| 5    | 2019年7月12日    | ISBN 978-4-7575-6193-9 | 2021年3月29日  | ISBN 978-986-524-264-0 |
| 6    | 2020年4月11日    | ISBN 978-4-7575-6588-3 | 2021年4月14日  | ISBN 978-986-524-305-0 |
| 7    | 2020年10月12日   | ISBN 978-4-7575-6894-5 | 2021年8月18日  | ISBN 978-986-524-723-2 |
| 8    | 2021年6月11日    | ISBN 978-4-7575-7315-4 | 2022年6月23日  | ISBN 978-626-321-520-7 |
| 9    | 2022年2月12日    | ISBN 978-4-7575-7738-1 | 2023年3月23日  | ISBN 978-626-352-337-1 |
| 10   | 2022年10月12日   | ISBN 978-4-7575-8196-8 | 2023年11月23日 | ISBN 978-626-378-147-4 |
| 11   | 2023年7月12日    | ISBN 978-4-7575-8658-1 | 2024年5月23日  | ISBN 978-626-378-950-0 |
| 12   | 2024年4月12日    | ISBN 978-4-7575-9148-6 | 2025年4月24日  | ISBN 978-626-415-563-2 |
| 13   | 2025年2月12日    | ISBN 978-4-7575-9670-2 |                |                        |

## 電視動畫
《無能力者娜娜》將獲改編為電視動畫的消息於2020年4月7日公開。主要製作人員於翌月5月7日公開；電視動畫由石平信司執導，志茂文彥擔任系列構成，佐野聰彥負責人物設定。片頭曲是富田美憂主唱的《Broken Sky》，片尾曲是藤川千愛主唱的《被稱之為怪物》（バケモノと呼ばれて）。動畫由2020年10月4日起於AT-X、TOKYO MX、SUN電視台和愛知電視台上首播。

### 製作人員
- 原作：、古屋庵[12]
- 導演：石平信司[13]
- 系列構成：志茂文彥[13]
- 人物設定：佐野聰彥[13]
- 道具設定：柴田裕司[4]
- 美術監督：川口正明[4]
- 美術設定：川井憲[4]
- 色彩設計：有尾由紀子[4]
- 攝影監督：川瀨輝之[4]
- 剪輯：邊見俊夫[4]
- 音響監督：森下廣人[4]
- 音響效果：出雲範子[4]
- 音樂：高梨康治[4]
- 音樂製作：日本古倫美亞[4]
- 動畫製作：Bridge[13]
- 製作：「無能力者娜娜」製作委員會[4]

### 主題曲
片頭曲
《Broken Sky》（第1－8話、第10－12話）
作詞：大西洋平，作曲、編曲：VaChee、Ryo Yamazaki，主唱：富田美憂
第1話作片尾曲使用。
片尾曲
《被稱之為怪物》（バケモノと呼ばれて）（第2－13話）
作詞：藤川千愛、高橋花，作曲、編曲：藤永龍太郎，主唱：藤川千愛

### 各話列表
| 話數   | 日文標題 | 中文標題                | 劇本     | 分鏡     | 演出     | 總作畫監督 | 作畫監督                               | 首播日期 （2020年） |
| ------ | -------- | ----------------------- | -------- | -------- | -------- | ---------- | -------------------------------------- | ------------------- |
| 第1話  |          |                         | 志茂文彥 | 石平信司 | 鈴木勇士 | 佐野聰彥   | 犬塚政彥                               | 10月4日             |
| 第2話  |          |                         | 米村正二 | 石平信司 | 高山智也 | 藤崎真吾   | 藤崎真吾                               | 10月11日            |
| 第3話  |          | 能力者VS.無能力者       | 志茂文彥 | 石平信司 | 秋山宏   | 森本由布希 | 森本由布希                             | 10月18日            |
| 第4話  |          |                         | 志茂文彥 | 石平信司 |          |            | 相原理沙、菅原浩喜 漢人寛子            | 10月25日            |
| 第5話  |          | 能力者VS.無能力者 PART2 | 志茂文彥 | 橋本直人 | 橋本直人 | 佐野聰彦   | 渡邊健一、石川恵理                     | 11月1日             |
| 第6話  |          |                         | 米村正二 | 鈴木勇士 | 鈴木勇士 |            |                                        | 11月8日             |
| 第7話  |          |                         | 志茂文彥 | 高山智也 | 高山智也 | 藤崎真吾   | 藤崎真吾                               | 11月15日            |
| 第8話  |          | 能力者VS.無能力者 PART3 | 米村正二 | 石平信司 | 橋本直人 | 森本由布希 | 飯塚正則                               | 11月22日            |
| 第9話  |          | 適者生存                | 志茂文彥 | 石平信司 | 清水一伸 | 佐野聰彥   | 犬塚政彦                               | 11月29日            |
| 第10話 |          | 無形之刃                | 米村正二 | 石平信司 | 村田尚樹 | 柴田ユウジ | 森悦史、岡昭彦 大川義史、中山和子      | 12月6日             |
| 第11話 |          | 無形之刃 PART2          | 志茂文彥 | 石平信司 | 秋山宏   | 森本由布希 | 森本由布希                             | 12月13日            |
| 第12話 |          | 無形之刃 PART3          | 米村正二 | 高山智也 | 高山智也 | 藤崎真吾   | 藤崎真吾、五十内裕輔 中谷友紀子        | 12月20日            |
| 第13話 |          | 復活                    | 志茂文彥 | 石平信司 | 鈴木勇士 | 佐野聰彥   | 渡邊健一、石川恵理 犬塚政彦、 飯塚正則 | 12月27日            |

### 藍光&DVD
| 卷數 | 發售日期       | 收錄話數       | 規格編號   | 規格編號   |
| 卷數 | 發售日期       | 收錄話數       | 藍光版     | DVD版      |
| ---- | -------------- | -------------- | ---------- | ---------- |
| 1    | 2020年12月23日 | 第1話－第5話   | ZMXZ-14391 | ZMBZ-14401 |
| 2    | 2021年1月27日  | 第6話－第9話   | ZMXZ-14392 | ZMBZ-14402 |
| 3    | 2021年2月24日  | 第10話－第13話 | ZMXZ-14393 | ZMBZ-14403 |

### 播放平台
日本深夜動畫：下文記載的日本国内播放時間使用日本標準時間（UTC+9）表示。因為部分時間标识會採用30小时制，因此請留意这类超过24:00的时间，其實際播放時間為翌日清晨。
| 播映日期                | 播映時間（UTC+9）    | 播映電視台 | 播映地區 |
| ----------------------- | -------------------- | ---------- | -------- |
| 2020年10月4日－12月27日 | 星期日 21:30 - 22:00 | AT-X       | 日本全國 |
| 2020年10月4日－12月27日 | 星期日 22:00 - 22:30 | TOKYO MX   | 東京都   |
| 2020年10月4日－12月27日 | 星期日 23:30 - 24:00 | SUN電視台  | 兵庫縣   |
| 2020年10月4日－12月27日 | 星期日 25:05 - 25:35 | 愛知電視台 | 愛知縣   |
| 2020年10月6日－12月30日 | 星期二 24:00 - 24:30 | BS11       | 日本全國 |

| 播放地區                         | 播放平台 | 播放日期                | 播放時間（UTC+8） | 字幕語言       | 備註          |
| -------------------------------- | --- | ----------------------- | ----------------- | -------------- | ------------- |
| 東盟、印度、尼泊爾、孟加拉、不丹 | Muse Asia YouTube頻道 | 2020年10月4日－12月27日 | 星期日 22:00      | 簡體中文、英文 | [ 14 ]        |
| 香港、澳門                       | 木棉花香港YouTube頻道 | 2020年10月4日－12月27日 | 星期日 22:00      | 繁體中文       | [ 15 ]        |
| 台灣                             | 中華電信MOD、中嘉bb寬頻.bbTV、巴哈姆特動畫瘋、愛奇藝、myVideo 影音隨看、Hami Video 遠傳friDay影音、LiTV 線上影視、KKTV、LINE TV、Yahoo TV、愛奇藝、bilibili、全國數碼 | 2020年10月4日－12月27日 | 星期日 22:00      | 繁體中文       | [ 16 ]        |
| 中國                             | bilibili、騰訊視頻 | 2020年10月4日－12月27日 | 星期日 22:00      | 簡體中文       | [ 17 ] [ 18 ] |

## 外部連結
- 漫畫官方網站（日語）
- 電視動畫官方網站（日語）
- 無能力者娜娜的X（前Twitter）